# Erik Kråkström

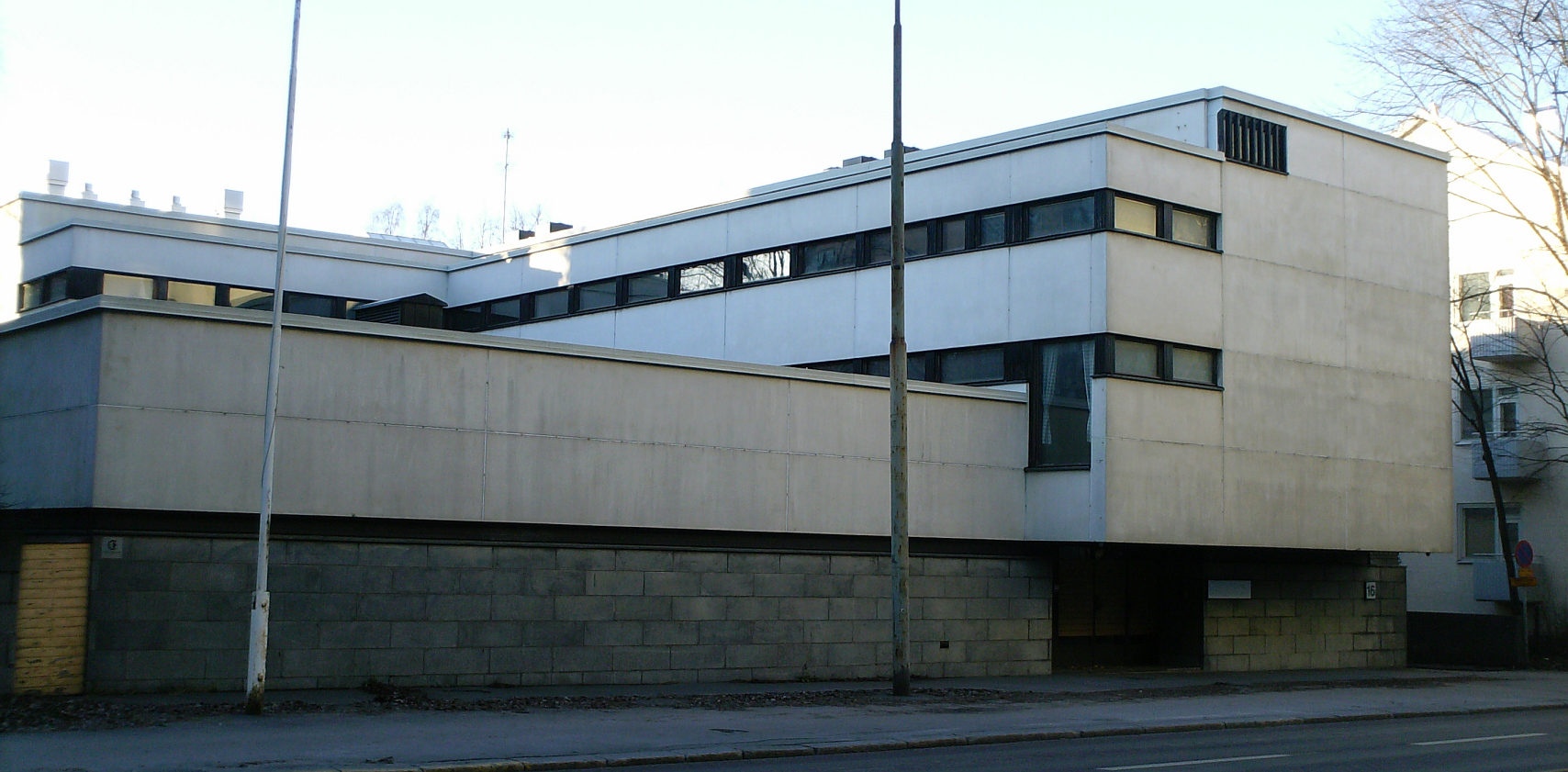
Den gamla byggnaden för Svenska social- och kommunalhögskolan i Helsingfors ritades av Erik Kråkström vid 1960-talet. Byggnaden revs år 2020.

Erik Emil Kråkström, född 22 september 1919 i Pedersöre, Österbotten, Finland, död 13 januari 2009 i Borgå, var en finländsk arkitekt.
Erik Kråkström började studera till arkitekt vid Tekniska Högskolan 1943 och utexaminerades 1948, varefter han fick anställning på Finlands Arkitektförbunds återuppbyggnadsbyrå, som hade skapats efter kriget. Han började arbeta på Yrjö Lindegrens arkitektkontor redan 1947 och sedan 1950 drev han ett eget arkitektkontor. Tillsammans med Lindegren vann han tävlingen om Tölövikens detaljplan 1948, som han slutförde efter Lindegrens död 1954. Som stadsplanerare har han varit delaktig i planeringen av Källstrand i Esbo, där han även låg bakom en del byggnader, samt generalplanarbatet i Hyvinge, Ekenäs och Mariehamn. En stor del av Kråkström arbete har varit nybyggnation eller restaurering av sakrala byggnader, bland annat planerade han på 1960-talet kyrkorna i Kaskö och Sideby. Han var ordförande för Finlands Arkitektförbund 1966–1967, medlem av och ordförande för statens arkitekturkommission 1968–1970 och tilldelades professors titel 1975. Han erhöll Artium Cultori-priset 2007.
Kråkström har även gjort sig känd för sin bildkonst och hans teckningar och akvareller har varit utställda på Finlands arkitekturmuseum. Han invaldes 1982 som utländsk ledamot av Kungliga Ingenjörsvetenskapsakademien.